# Matthews (Karolina Północna)
Matthews – miasto w Stanach Zjednoczonych, w stanie Karolina Północna, w hrabstwie Mecklenburg.